# Nikolaj Tanajev
Nikolaj Timofejevitj Tanajev (ryska: Николай Тимофеевич Танаев), född 5 november 1945 i byn Michajlovka i Penza oblast i Sovjetunionen, död 19 juli 2020 i Moskva, var premiärminister i Kirgizistan 2002–2005.
Tanajev var ryss. Han tjänstgjorde som vice premiärminister under Kurmanbek Bakijevs regering men utnämndes till premiärminister den 22 maj 2002 sedan president Askar Akajev sparkat Bakijev. 
Han tillträdde officiellt detta ämbete åtta dagar senare, sedan Högsta domstolen bekräftat giltigheten i hans utnämning.
Den 8 april 2004 överlevde han ett misstroendevotum i parlamentet. En majoritet i den lagstiftande församlingen röstade visserligen (med 27 röster mot 14) för att Tanajev skulle avskedas men oppositionen misslyckades med att erhålla de nödvändiga 30 röster som lagstadgats.
Den 24 mars 2005 avgick Tanajev under tulpanrevolutionen. 
En månad senare utnämndes han till ansvarig för internationella ekonomiska relationer i sin hemregion i Ryssland. 
I juni 2005 meddelade statsåklagaren i Kirgizistan, Azimbek Beknazarov, att han utfärdat en arresteringsorder för Tanajev. 
En av åtalspunkterna handlade om att Tanajev skulle ha överfört 40 miljoner kirgiziska som från statskassan till ett bolag ägt av hans son.